# Kummenberg
Der Kummenberg (im lokalen Dialekt auch Kummaberg oder Kumma) ist ein 667 m ü. A. hoher Inselberg inmitten des Alpenrheintals in Vorarlberg. Der komplette Berg liegt auf dem Gemeindegebiet der Gemeinde Koblach, deren alter Dorfkern sich am Fuße des Berges befindet. Besondere Bedeutung hat der Kummenberg als Grenzberg zwischen dem Vorarlberger Ober- und Unterland.

## Geschichte
Einen großen Bekanntheitsgrad erlangte der Kummenberg durch archäologische Funde, die sich bis in die Mittelsteinzeit zurückdatieren ließen. Es handelt sich bei diesen Funden um die ältesten Anzeichen menschlicher Besiedelung im heutigen Vorarlberg. Erklärbar ist dies teilweise dadurch, dass sich zu jener Zeit noch der Bodensee als fischreicher Süßwassersee bis nach Rankweil erstreckte und der Kummenberg dadurch tatsächlich eine Insel im See oder zumindest Küstengebiet war.
Bei der Realisierung der Rheinregulierung wurde am Westhang des Kummenbergs ein Steinbruch (Steinbruch Kadel) eingerichtet, von dem aus mit der Bahn der internationalen Rheinregulierung Bruchmaterial zu den Baustellen geschafft wurde.
Im Jahr 2024 wurde mit dem Bau einer Sendeanlage für Blaulichtorganisationen begonnen. Diese wird an der nördlichen Felswand unterhalb des Gipfels errichtet.

## Autobahntrasse durch den Udelberg

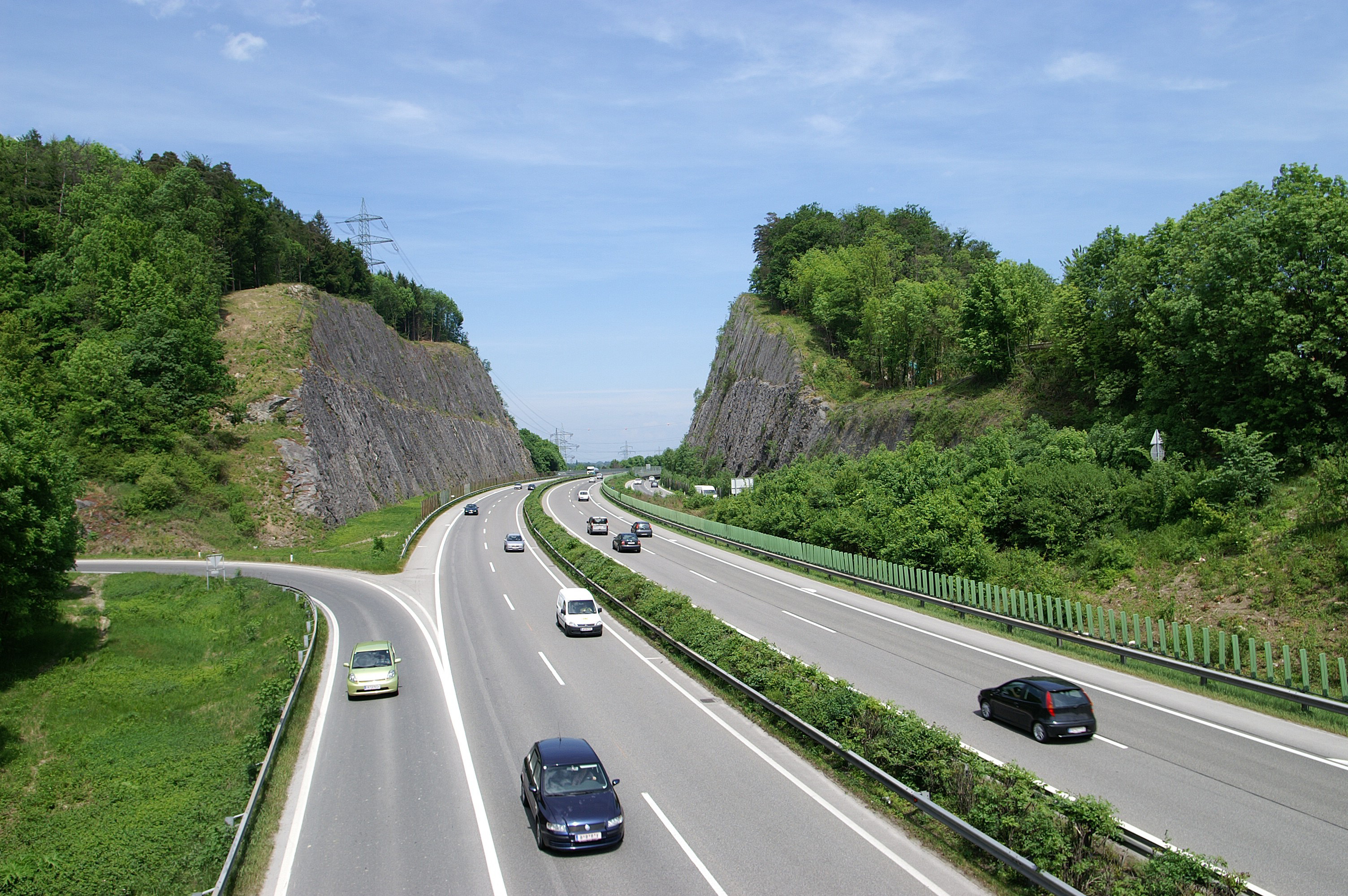
Durchquerung des Udelbergs (Blickrichtung nach Norden)

Beim Bau der Rheintal/Walgau Autobahn (A14) wurde 1971 der Udelberg, ein etwas kleinerer Nebenberg des Kummenbergs, in zwei Teile gesprengt. Der Grund war, dass so die Autobahntrasse ohne den Bau eines Tunnels weitergeführt werden konnte. Das dabei angefallene Felsmaterial wurde beim Bau des Autobahnteilstückes zwischen Dornbirn-Nord und Götzis verwendet, der gespaltene Berg ist bis heute eines der markantesten Merkmale an der Autobahnstrecke. Es gab ursprünglich auch Planungen für eine Überbauung der Durchstichstelle mit sechs Ebenen, in der Parkplätze, Tankstellen, Geschäfte, Restaurants, Fitness-Einrichtungen und Dienstleistungsbetriebe Platz finden sollten. Diese Überlegung wurde allerdings nie umgesetzt.

## Regionalgemeinschaft amKumma

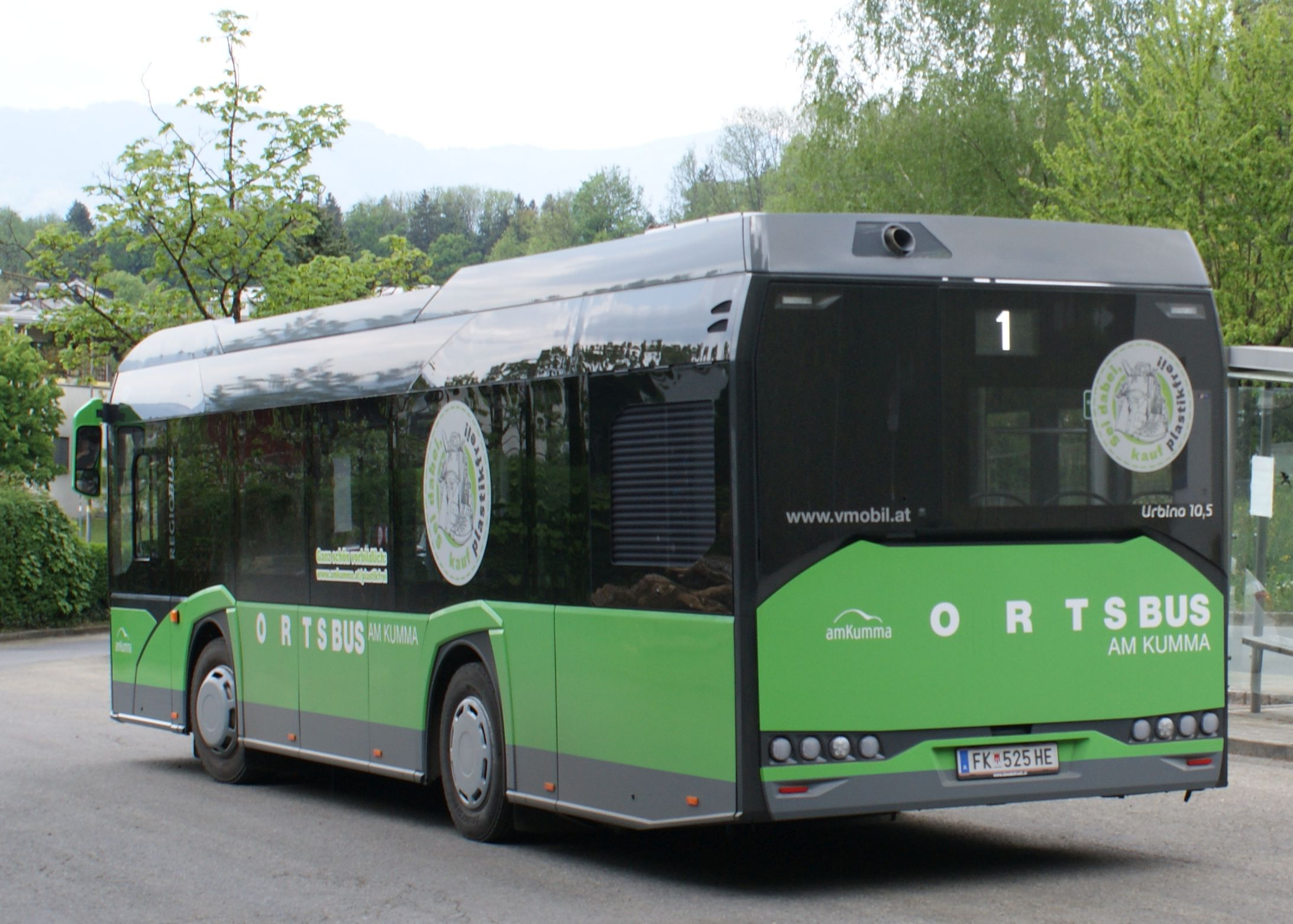
Ortsbus amKumma

Die rund um den Kummenberg liegenden Gemeinden Altach, Götzis, Koblach und Mäder gründeten im Jahr 2006 die „Region amKumma“ (Eigenschreibweise) als Verein, wobei die Gemeindevorstände als Mitgliederversammlung und die Bürgermeister als Vereinsvorstand fungieren. Seither arbeiten die vier Gemeinden in vielen Bereichen eng zusammen und bündeln ihre kommunalen Aufgaben in der Region mit insgesamt etwa 23.000 Einwohnern. Eines der sichtbaren Zeichen dieser Kooperation ist etwa das ursprünglich nur in Götzis verkehrende Ortsbussystem im Verkehrsverbund Vorarlberg, das auf die ganze Region ausgedehnt wurde und nun unter dem Namen „Ortsbus AmKumma“ geführt wird.